# ناتاشا ويلر
ناتاشا ويلر (بالإنجليزية: Natasha Wheeler)‏ هي لاعبة كرة قدم أسترالية، ولدت في 28 مايو 1995. لعبت مع Brisbane Roar FC (women) ‏.